# HKT48 ラジオ聴かナイト!
『HKT48 ラジオ聴かナイト!』（エイチケーティーフォーティエイト ラジオきかナイト）は、九州朝日放送（KBCラジオ）で放送されているラジオ番組。

## 概要
福岡市を拠点に活動するアイドルグループ・HKT48のメンバーと、九州朝日放送アナウンサーの沖繁義がパーソナリティを務めるラジオ番組。週替わりで出演するHKT48メンバーの知性・教養を刺激すると同時に、彼女たちの成長ストーリーをリスナーとともに楽しんでいく。さらに、日常生活やぶっちゃけトーク、裏話など、メンバーの素顔・キャラクターにも迫る。
現時点で「HKT48のレギュラー番組で最長寿番組」となっている。

## 来歴
以下、放送日は制作局の九州朝日放送の関わらないものを除き、同局基準で記載する。
平成24年
- 8月5日・8月12日は、佐賀県東松浦郡玄海町で行なわれた公開収録の模様を2週連続で放送した[注 1]。

平成25年
- 5月20日は、前夜（19日の夜）の野球中継の延長に伴い、通常より70分遅れ（0時40分 - 1時10分）で放送され、月曜放送となった。
- 6月2日放送分で、公開収録イベントの開催が発表され、6月24日に九州朝日放送ラジオ第1スタジオで公開収録イベントを行った。
- 7月7日・7月14日の放送では、公開収録イベントの模様をコーナーごとに放送した。
- 7月22日は、前日（21日）に投開票となった第23回参議院議員通常選挙・開票特別番組放送のため、放送時間が変更され、月曜放送となった[注 2]。

平成26年
- 4月6日より、九州7県のNRN局に放送エリアを拡大した。
- 4月13日・4月20日は、沖繁義が体調不良により欠席したため、松岡・中西の2人が番組進行を務めた。
- 5月25日、中西智代梨がAKB48移籍のため、レギュラーとして最後の出演となった。
- 6月1日放送分より、松岡の相手役としてHKT48メンバーが週替わりで1名出演することになった。
- 12月15日は、前日（14日）投開票の第47回衆議院議員総選挙・開票特別番組放送のため、各局で放送時間が変更され、月曜放送とした局が多かったが、一部の局では本来の放送曜日である前日（14日）に制作局より先行ネットを実施した[注 3]。

平成27年
- 1月18日、松岡が体調不良により欠席したため、HKT48メンバーの田島芽瑠と山本茉央がパーソナリティ代行を務めた。
- 2月8日、坂口理子、田島芽瑠、田中菜津美、山本茉央が準レギュラーメンバーに決定し、毎週交代で各1名が出演することになった。
- 3月29日、南日本放送（MBC）での放送終了。
- 7月13日、前日（12日）の野球中継の延長により、九州朝日放送での放送時間が変更となり、月曜放送となった[注 4]。
- 8月3日、前日（2日）の野球中継の延長により、九州朝日放送での放送時間が変更となり、月曜放送となった[注 5]。
- 8月24日、前日（23日）の野球中継の延長により、九州朝日放送での放送時間が変更となり、月曜放送となった[注 6]。
- 9月27日・10月5日、沖繁義が欠席のため、松岡・田中・田島の3人で番組進行を行った。
- 10月5日、前日（4日の）野球中継の延長により、九州朝日放送での放送時間が変更となり、月曜放送となった[注 7]。
- 10月26日、前日（25日）の野球中継の延長により、九州朝日放送での放送時間が変更となり、月曜放送となった[注 8]。大分放送は休止。

平成28年
- 7月11日は、前日（10日）に投開票の第24回参議院議員通常選挙・開票特別番組放送のため、九州朝日放送での放送時間が変更となり、月曜放送となった[注 9]。大分放送は休止。
- 8月15日、野球中継の延長により、九州朝日放送での放送時間が変更となり、月曜放送となった[注 10]。大分放送はリオデジャネイロオリンピック女子マラソン実況中継のため、休止。

平成29年
- 8月21日、前日（20日）の野球中継の延長により、九州朝日放送での放送時間が変更[注 11]。
- 10月9日、前日（8日）の野球中継の延長により、九州朝日放送での放送時間が変更[注 12]。
- 10月22日は、第48回衆議院議員総選挙・開票特別番組放送のため、九州朝日放送・熊本放送・大分放送は休止。長崎放送・NBCラジオ佐賀は放送時間が変更[注 13]。
- 10月30日、前日（29日）の野球中継の延長により、九州朝日放送での放送時間が変更となり、月曜放送となった[注 14]。大分放送は休止。
- 12月3日、AbemaTV内のAbemaRADIOで毎週土曜日25:00 - 25:30に放送開始。
- 12月24日、「第43回KBCラジオ・チャリティー・ミュージックソン」放送のため、九州朝日放送での放送は中止。
- 12月31日、年末特番放送のため、九州朝日放送・大分放送は放送時間が変更[注 15]。

平成30年
- 5月6日・5月13日、沖繁義が体調不良により欠席したため、松岡・田中・山本の3人で番組進行を行った。
- 5月20日、山本茉央がHKT48卒業のため、レギュラーとして最後の出演となった。
- 5月27日、小田彩加、松本日向が準レギュラーメンバーに追加。
- 6月24日、「2018 FIFAワールドカップロシア実況中継　 日本 vs  セネガル」放送のため、ネット局を含め放送休止。
- 9月24日、前日（23日）の野球中継の延長により、九州朝日放送での放送時間が変更[注 16]。
- 10月8日、前日（7日）の野球中継の延長により、九州朝日放送での放送時間が変更[注 17]。
- 10月28日・11月4日、沖繁義が欠席したため、松岡・坂口・小田の3人で番組進行を行った。
- 10月29日、前日（28日）の野球中継の延長により、九州朝日放送での放送時間が変更[注 18]。
- 11月11日・11月18日、沖繁義が欠席したため、松岡・田中・田島の3人で番組進行を行った。

平成31＆令和元年
- 4月28日・5月5日、沖繁義が欠席したため、松岡・田島・坂口の3人で番組進行を行った。
- 5月12日・19日、沖繁義が欠席したため、12日は松岡・小田、19日は松岡・田中のそれぞれ2人で番組進行を行った。
- 7月21日は、第25回参議院議員通常選挙・開票特別番組放送のため、熊本放送・大分放送は休止。
- 7月28日放送分で、公開収録イベントの開催が発表され、8月3日にJR九州ホールで公開収録イベントを行った。
- 8月18日・25日の放送では、公開収録イベントの模様を放送した。また、沖繁義が欠席したため、松岡・田中・小田の3人で番組進行を行った。
- 10月21日、前日（20日）の野球中継の延長により、九州朝日放送での放送時間が変更[注 19]。
- 11月24日・12月1日、沖繁義が欠席したため、松岡・田中・小田の3人で番組進行を行った。

令和2年
- 1月5日、田中菜津美がHKT48卒業のため、レギュラーとして最後の出演となった。
- 2月9日・2月16日、沖繁義が欠席したため、松岡・坂口・小田の3人で番組進行を行った。
- 10月4日放送分より西日本シティ銀行の一社提供となる。
- 11月11日、BOSS E・ZO FUKUOKAのSTUDIO EZOにて公開収録が行われた。放送は11月15日・22日。

令和3年
- 6月13日・20日、初代メインパーソナリティーの松岡が欠席。田島と小田が出演。
- 10月31日、放送500回に到達。

令和4年
- 2月6日・13日、初代メインパーソナリティーの松岡が欠席し、田島と小田が出演。
- 4月3日、放送開始10周年。田島芽瑠がHKT48卒業のため、レギュラーとして最後の出演。しかしスケジュールの都合上、メッセージで出演。
- 6月26日、松本日向がHKT48卒業のため、レギュラーとして最後の出演。
- 8月28日、初代メインパーソナリティーの松岡菜摘がHKT48卒業のため、レギュラーとして最後の出演。
- 9月、坂口・小田が第2代メインパーソナリティーに就任しメインパーソナリティーが2人体制となる。新メンバー発表までの1ヶ月間は沖・坂口・小田の3人態勢
- 10月3日・10日、沖繁義が欠席したため坂口がメイン。
  - 10月3日、坂本りの・市村愛里が準レギュラーメンバーに追加。
- 10月16日、今村麻莉愛が準レギュラーメンバーに追加。
- 10月23日、松本羽麗が準レギュラーメンバーに追加。
- 12月4日、第2代メインパーソナリティーの1人である坂口理子がHKT48卒業のため、レギュラーとして最後の出演。
- 12月11日、第2代メインパーソナリティーの小田の体制がスタート。
- 12月29日、AbemaRADIOでの放送終了。

令和5年
- 3月5日・13日、沖繁義が欠席したため小田・今村・松本（羽）の3人で番組進行。
  - 13日、前日（12日）の「2023 ワールド・ベースボール・クラシック　 日本 vs  オーストラリア」戦中継の延長により、九州朝日放送での放送時間が変更[注 20]。
- 4月30日・5月7日、第2代メインパーソナリティーの小田が欠席のため沖・市村・坂本の3人で番組進行。
- 8月6日、第2代メインパーソナリティーの小田彩加がHKT48卒業のため、レギュラーとして最後の出演。
- 8月13日、この日より1人のメンバーが4週連続出演しながら交代する現体制がスタートする。
- 10月16日、前日（15日）の野球中継の延長により、九州朝日放送での放送時間が変更[注 21]。
- 10月22日、放送600回到達
- 10月22日、公式Xを開設[注 22]するも、沖が発表前に告知してしまう[注 23]。アイコンのデザインは卒業した第2代メインパーソナリティーの小田[注 24]が担当した[注 25]。
- 12月24日 -『第49回KBC ラジオ・チャリティー・ミュージックソン』放送のためKBCラジオでは放送休止。[注 26]
- 12月31日 -『ナイトクラブとしま～としまのとしまたぎ4時間生放送～』放送のためKBCラジオでは放送休止。[注 27]

令和6年
- 8月18日、10月10日に令和2年以来4年ぶり5回目となる公開収録の決定が発表された。[1]
- 10月10日、公開収録開催。
- 10月28日、九州朝日放送は前日（27日）の野球中継延長[注 28]、熊本放送[2]・大分放送[3]は第50回衆議院議員総選挙・開票特別番組放送のため放送時間を繰り下げて放送。
- 11月4日、前日（3日）の野球中継の延長により、九州朝日放送での放送時間が変更[注 29]。

令和7年
- 7月13日、松本羽麗の活動辞退が沖からアナウンスされ、幻のコーナーとなった「うららのうらめしや～」のオープニングジングルが披露された。
- 7月20日、第27回参議院議員通常選挙・開票特別番組放送のため熊本放送[4]・大分放送[5]は放送時間を繰り下げて放送。

## 出演者
パーソナリティ（HKT48メンバーは2人出演で2週間ごとに交代で出演）
- 沖繁義[注 30]（九州朝日放送アナウンサー）
- 市村愛里（HKT48チームKIV → H）[注 31]
- 坂本りの（HKT48チームH）[注 31]
- 今村麻莉愛（HKT48チームTII → KIV）[注 32]

過去の出演者
- 中西智代梨（AKB48チームA） - 2012年4月8日 - 2014年5月25日、初代メインパーソナリティ[注 34]
- 倉持明日香（AKB48チームK） - 2013年6月16日、ゲスト出演
- 渡辺麻友（AKB48チームB）・向井地美音（AKB48チーム4） - 2014年6月1日、コメント出演
- ひぐち君（髭男爵） - 2015年5月10日、ゲスト出演
- 斉藤優（パラシュート部隊） - 2015年7月12日[注 35]
- 高橋朱里（AKB48チーム4）・向井地美音（AKB48チームK） - 2017年8月13日、コメント出演
- 山本茉央（HKT48チームH） - 2015年2月8日 - 2018年5月20日、元準レギュラーメンバー[注 36]
- 田中菜津美（HKT48チームH） - 2015年2月8日 - 2020年1月5日、元準レギュラーメンバー[注 36][注 37]
- 森保まどか（HKT48チームKIV） - 2020年1月26日、コメント出演
- 田島芽瑠（HKT48チームH） - 2015年2月8日 - 2022年2月13日、元準レギュラーメンバー[注 36]
- 松本日向（HKT48チームTII） - 2018年5月27日 - 2022年6月26日、元準レギュラーメンバー[注 36]
- 松岡菜摘（HKT48チームH） - 2012年4月8日 - 2022年8月28日、初代メインパーソナリティ[注 36][注 37]
- 坂口理子（HKT48チームH） - 2015年2月8日 - 2022年12月4日、第2代メインパーソナリティ[注 36][注 38]
- 小田彩加（HKT48チームTII → H） - 2018年5月27日 - 2023年8月6日、第2代メインパーソナリティ[注 36][注 39][注 40]
- 松本羽麗（HKT48研究生）2022年10月23日 - 2025年6月29日、元準レギュラーメンバー[注 41][6][7]

## コーナー

### 毎週
メッセージコーナー
オープニングと番組後半にリスナーから寄せられたメッセージを紹介し、質問にも答える。
沖の格言

番組プレゼント
毎週エンディングで、番組の中で紹介されたメッセージを送ってくれたリスナーから1名を「今夜の一番星」として選び、そのリスナーに「お守り色紙」をプレゼントする。

### 週替わりコーナー
マリア様のザンゲ室
リスナーの悩みに今村がアドバイスをするコーナー。
あいちーのどうでもいい話
どうでもいい話、とりとめのない話を紹介するコーナー。
りののそれりのりー
リスナーから坂本が目が覚めるような雑学などを紹介するコーナー。

### 終了したコーナー
HKT48 TOKYOへ行かナイト!（東京モノレール提供）
AKB48が活動の拠点としている東京。ここで「今熱い、これから来る!」というカルチャー・ファッション・グルメなど、東京の先行情報をHKT48メンバーが視点も交えながら九州へ発信するコーナー。2014年4月から12月まで企画され、AKB48に移籍した中西が不定期で出演していた。
今夜の一夜漬け
パーソナリティが一夜漬け勉強をもとに、仕事・勉強・季節など日常に役立ちそうなアイテムや豆知識をリスナーにプレゼンテーションするコーナー。
恋愛相談道場
パーソナリティがリスナーから届いた恋の悩みにアドバイスをするコーナー。
なつの「私にふさわしいのはだーれ!?」
番組を卒業した中西の後任を探すコーナー。ゲストメンバーと松岡が1つのテーマについて1分間のフリートークを行い、松岡との相性が一番良いメンバーは誰なのか探していく。2014年6月1日放送分より開始し、同年12月21日をもって終了。
今夜の喜怒哀楽ショー
パーソナリティが今伝えたいことや身の周りの出来事を、「喜怒哀楽」で表現して素直に発信するコーナー。「喜怒哀楽」以外の文字でエピソードを伝えることもある。
まおパニのパニックタイム〜
勉強が大の苦手な山本の勉強タイム。
超不思議ちゃん
リスナーの身に起こった不思議体験を募集し紹介するコーナー。パーソナリティがリスナーとともに、霊的あるいは「今思えば…」といった不思議体験談を共有していく。
なつみかんの妄想に付き合って欲しいっちゃん!
田中の妄想に付き合うコーナー。可愛い、カッコいい方言を募集する。
めるのまち散歩
福岡のお店に詳しい田島が、お勧めのお店を紹介するコーナー。
なつの勝手にランキング
リスナーからの質問を、ランキング形式で答えるコーナー。
日向のまいど無茶ぶりしてまんねーん!
松本が出すお題・ツッコミを使って、リスナーにボケを考えてもらうコーナー。
芽瑠の文学少女倶楽部
田島が出すキーワードを使って、リスナーにミニドラマを作ってもらうコーナー。
日向の知らない事。まつも～っとおしえて
リスナーから募集した雑学をクイズ形式で学ぶコーナー。
なつの一刀両断
オープニングコーナー。リスナーの思う事・悩みを松岡がバッサリ斬る。
りこぴとあそぼ!
リスナーから募集したゲームで遊ぶコーナー。
若女将“リコ”のしっかりしんしゃい!
坂口がリスナーの悩みを解決するコーナー。
小田彩加のODAやか(おだやか)じゃないハナシ
リスナーの不思議体験や小田が体験した不思議な話を紹介するコーナー。
裏番長うららの校舎裏こいや!
リスナーが持っている愚痴や不満に思ってるストレスを発散するコーナー。
うららのうらめしや～
リスナーの不思議体験や怖い話を紹介するコーナー。前身の「小田彩加のODAやか(おだやか)じゃないハナシ」を引き継いで復活させる予定だったが、松本（羽）の活動辞退により活動休止前にコーナー募集していたものの、幻のコーナーとなってしまった。

## 放送局・配信元
| 放送期間       | 放送時間              | 放送局              | 対象地域 | 備考      |
| -------------- | --------------------- | ------------------- | -------- | --------- |
| 2012年4月8日 - | 日曜日 23:30 - 翌0:00 | 九州朝日放送（KBC） | 福岡県   | 制作局    |
| 2014年4月6日 - |                       | 大分放送（OBS）     | 大分県   |           |
|                |                       | 熊本放送（RKK）     | 熊本県   | [ 注 43 ] |

過去にネットしていた放送局
| 放送期間                     | 放送時間             | 放送局            | 対象地域 | 備考      |
| ---------------------------- | -------------------- | ----------------- | -------- | --------- |
| 2014年4月6日 - 2015年9月27日 | 日曜日 23:00 - 23:30 | 宮崎放送（MRT）   | 宮崎県   | [ 注 44 ] |
| 2014年4月7日 - 2015年3月29日 | 日曜日 22:30 - 23:00 | 南日本放送（MBC） | 鹿児島県 | [ 注 45 ] |
| 2012年4月8日 - 2019年4月5日  |                      | 長崎放送（NBC）   | 長崎県   | [ 注 46 ] |
|                              |                      | NBCラジオ佐賀     | 佐賀県   | [ 注 46 ] |

| 放送期間                       | 放送時間             | 配信元                | 備考      |
| ------------------------------ | -------------------- | --------------------- | --------- |
| 2017年12月3日 - 2022年12月29日 | 木曜日 23:00 - 23:30 | AbemaTV（AbemaRADIO） | [ 注 47 ] |